# 中山王尚
中山王 尚（ちゅうざんおう しょう、生没年不詳、在位：前298年 - 前296年）は、中山国の最後の君主。趙の武霊王により中山国は滅ぼされた。